# Phortica variegata
Phortica variegata (también conocida como mosca abigarrada de la fruta) es una especie de mosca del vinagre de la familia Drosophilidae. La especie P. variegata y las especies de moscas relacionadas son quizás más conocidas por su comportamiento de alimentarse de las secreciones de los conductos lagrimales de algunos mamíferos. Es por ello y, como consecuencia de este comportamiento, P. variegata puede servir como vector de los gusanos nematodos, como Thelazia callipaeda.
La especie se describió por primera vez como Amiota variegata (Fallén, 1823), pero desde entonces se ha aclarado como miembro del género Phortica.